# Pseudophilanthus wenzeli
Pseudophilanthus wenzeli is een vliesvleugelig insect uit de familie Melittidae. De wetenschappelijke naam van de soort is voor het eerst geldig gepubliceerd in 1987 door Michener & Brooks.